# Hyde United FC
Hyde United FC (celým názvem: Hyde United Football Club) je anglický fotbalový klub, který sídlí ve městě Hyde v metropolitním hrabství Greater Manchester. Založen byl v roce 1919. Od sezóny 2018/19 hraje v Northern Premier League Premier Division (7. nejvyšší soutěž). Klubové barvy jsou červená a námořnická modř.
V roce 2009 byl klub londýnským Vrchním soudem poslán do likvidace kvůli dluhům ve výši 120 000 liber. Od úplného zániku byl zachráněn Manchesterem City, který za něj uhradil všechny dluhy a následně s ním podepsal spolupráci na dalších pět let. Nucenou daní za záchranu ovšem byla změna názvu na Hyde FC a změna klubových barev z tradiční červenočerné na modrobílou (barvy Manchesteru City).
Po ukončení sezóny 2014/15, kdy byla ukončena smlouva se City, byly klubu navráceny tradiční červenočerné dresy a také byl zpátky změněn název na tradiční Hyde United FC. V červnu 2015 byla po koupi všech akcií dokončena úplná kontrola klubu fanouškovským sdružením Hyde United Supporters Club.
Své domácí zápasy odehrává na stadionu Ewen Fields s kapacitou 4 250 diváků.

## Historické názvy
Zdroj: 
- 1919 – Hyde United FC (Hyde United Football Club)
- 2010 – Hyde FC (Hyde Football Club)
- 2015 – Hyde United FC (Hyde United Football Club)

## Získané trofeje
- Cheshire Senior Cup ( 7× )
  - 1945/46, 1962/63, 1969/70, 1980/81, 1989/90, 1996/97
- Manchester Senior Cup ( 1× )
  - 1974/75
- Manchester Premier Cup ( 6× )
  - 1993/94, 1994/95, 1995/96, 1998/99, 2004/05, 2005/06

## Úspěchy v domácích pohárech
Zdroj: 
- FA Cup
  - 1. kolo: 1955/56, 1983/84, 1994/95, 2017/18
- FA Trophy
  - Semifinále: 1988/89, 1994/95, 1995/96

## Umístění v jednotlivých sezonách
Stručný přehled
Zdroj: 
- 1930–1968: Cheshire County League
- 1968–1970: Northern Premier League
- 1970–1978: Cheshire County League
- 1978–1982: Cheshire County League (Division One)
- 1982–1987: Northern Premier League
- 1987–2003: Northern Premier League (Premier Division)
- 2003–2004: Northern Premier League (Division One)
- 2004–2005: Northern Premier League (Premier Division)
- 2005–2012: Conference North
- 2012–2014: Conference Premier
- 2014–2015: Conference North
- 2015–2016: Northern Premier League (Premier Division)
- 2016–2018: Northern Premier League (Division One North)
- 2018– : Northern Premier League (Premier Division)

Jednotlivé ročníky
Zdroj: 
Legenda: Z - zápasy, V - výhry, R - remízy, P - porážky, VG - vstřelené góly, OG - obdržené góly, +/- - rozdíl skóre, B - body, červené podbarvení - sestup, zelené podbarvení - postup, fialové podbarvení - reorganizace, změna skupiny či soutěže
| Sezóny  | Liga                                         | Úroveň | Z  | V  | R  | P  | VG | OG  | +/- | B  | Pozice |
| ------- | -------------------------------------------- | ------ | -- | -- | -- | -- | -- | --- | --- | -- | ------ |
| 2009/10 | Conference North                             | 6      | 40 | 11 | 12 | 17 | 45 | 72  | -27 | 45 | 15.    |
| 2010/11 | Conference North                             | 6      | 40 | 10 | 6  | 24 | 44 | 73  | -29 | 36 | 19.    |
| 2011/12 | Conference North                             | 6      | 42 | 27 | 9  | 6  | 90 | 36  | +54 | 90 | 1.     |
| 2012/13 | Conference Premier                           | 5      | 46 | 16 | 7  | 23 | 63 | 75  | -12 | 55 | 18.    |
| 2013/14 | Conference Premier                           | 5      | 46 | 1  | 7  | 38 | 38 | 119 | -81 | 10 | 24.    |
| 2014/15 | Conference North                             | 6      | 42 | 3  | 12 | 27 | 49 | 106 | -57 | 21 | 22.    |
| 2015/16 | Northern Premier League (Premier Division)   | 7      | 46 | 11 | 7  | 28 | 53 | 90  | -37 | 40 | 22.    |
| 2016/17 | Northern Premier League (Division One North) | 8      | 42 | 16 | 14 | 12 | 78 | 58  | +20 | 61 | 10.    |
| 2017/18 | Northern Premier League (Division One North) | 8      | 42 | 27 | 11 | 4  | 90 | 35  | +55 | 92 | 3.     |
| 2018/19 | Northern Premier League (Premier Division)   | 7      | 40 | 15 | 8  | 17 | 58 | 53  | +5  | 53 | 10.    |
| 2019/20 | Northern Premier League (Premier Division)   | 7      | 33 | 12 | 7  | 14 | 55 | 55  | 0   | 43 | 10.    |
| 2020/21 | Northern Premier League (Premier Division)   | 7      | 6  | 1  | 3  | 2  | 5  | 6   | -1  | 6  | 17.    |
| 2021/22 | Northern Premier League (Premier Division)   | 7      | 42 | 14 | 8  | 20 | 52 | 65  | -13 | 50 | 17.    |
| 2022/23 | Northern Premier League (Premier Division)   | 7      | 42 | 18 | 12 | 12 | 64 | 42  | +22 | 66 | 6.     |
| 2023/24 | Northern Premier League (Premier Division)   | 7      | 40 | 19 | 10 | 11 | 68 | 48  | +20 | 67 | 6.     |

Poznámky
- 2016/17: Klubu byl svazem odebrán jeden bod za porušení stanov soutěže.[5]